# Kammarrätt
En kammarrätt är en allmän förvaltningsdomstol i Sverige. Kammarrätten är andra instans efter förvaltningsrätt och före Högsta förvaltningsdomstolen.

## Historik

### Kammarkollegiet och Kammarrevisionen
Kammarrättens historia går tillbaka på äldre tiders kontroll över svenska statens skatteuppbördsmän som redan under 1500-talet utövades av Kammarkollegiums granskning av räkenskaper. För denna granskning skapades en särskild avdelning inom Kammarkollegium, som omväxlande kallades Besvärskammaren, Revisionskammaren eller Kammarrevisionen. Kammarråd dömde i de mål som granskningen ledde till, och 1679 beslutades att målen i princip skulle handläggas på samma sätt som mål i hovrätt.
År 1695 beslöt kung Karl XI att bryta ut Kammarrevisionen från Kammarkollegiet i form av ett eget centralt ämbetsverk som hade hand om dömande och revision. 

### Kammarrätten 1799–1971
År 1799 bytte Kammarrevisionen namn till Kammarrätten, och fortsatte att vara dels en domstol och dels en förvaltningsmyndighet med granskande uppgifter.
Utvecklingen under 1800-talet innebar att de svenska allmänna domstolarna dömde i allt fler förvaltningsrättsliga mål, exempelvis skattemål. Regeringen hanterade vid denna tid själv de viktigare förvaltningsmålen som skapade prejudikat. Detta ändrades 1909 då Regeringsrätten tillkom som högsta oberoende instans för förvaltningsmål.
I mitten av 1800-talet tillkom för Kammarrätten rollen som mellaninstans i fattigvårdsmål, mellan länsstyrelserna och Kunglig Majestät. 
År 1920 övertog det nybildade Riksräkenskapsverket rollen som granskande myndighet från Kammarrätten, som då enbart hade kvar dömande uppgifter.
År 1942 organiserades Kammarrätten på samma sätt som hovrätterna. Vid denna tid utgjordes målen i huvudsak av skattemål, avlöningsmål och anmärkningsmål. I mindre omfattning förekom även fattigvårdsmål, mantalsskrivningsmål och familjebidragsmål.

### 1971 års förvaltningsrättsreform
En omfattande förvaltningsrättsreform beslutades 1971 som innebar att grunden för ett domstolssystem i tre instanser lades, med mönster från de allmänna domstolarna. Före reformen fanns enbart två renodlade förvaltningsdomstolar i Sverige, Kammarrätten och Regeringsrätten. Reformen innebar att Regeringsrätten gjordes om till en renodlad prejudikatsinstans, i likhet med Högsta domstolen. 1 januari 1972 blev Kammarrätten allmän förvaltningsdomstol under Regeringsrätten och fick därmed utökade uppgifter. Organisationen byggdes ut genom att Kammarrätten i Göteborg skapades samt att två avdelningar från Kammarrätten i Stockholm (som den tidigare Kammarrätten nu kallades) flyttades till Sundsvall. Dessa två avdelningar bildade två år senare Kammarrätten i Sundsvall. Kammarrätten i Jönköping bildades 1977.
1971 års förvaltningsrättsreform innebar också att förvaltningsprocesslagen infördes och att tre länsdomstolar knöts till länsstyrelserna: länsrätt, länsskatterätt och fastighetstaxeringsrätt. Dessa fungerade som förvaltningsdomstolar i första instans för olika typer av mål. Kammarrätternas uppgift blev att pröva överklaganden av beslut från dessa. 1979 blev länsrätterna självständiga domstolar, snarare än delar av länsstyrelserna, och deras beslut kunde fortfarande överklagas till Kammarrätterna. Vid denna tid utgjorde skattemålen 75 procent av det totala antalet mål.

## Kammarrätter och domkretsar

Sveriges kammarrätters domkretsar.
Grönt = Sundsvall
Gult = Stockholm
Blått= Göteborg
Rött = Jönköping

- Kammarrätten i Göteborg – Skåne, Hallands, Örebro och Värmlands län, samt de delar av Västra Götalands län som tidigare utgjordes av Göteborgs och Bohus län samt norra delen av Älvsborgs län.
- Kammarrätten i Jönköping – Södermanlands, Östergötlands, Jönköpings. Kronobergs, Kalmar och Blekinge län, samt de delar av Västra Götalands län som tidigare utgjordes av Skaraborgs län samt södra delen av Älvsborgs län.[6]
- Kammarrätten i Stockholm – Stockholms, Uppsala, Gotlands och Västmanlands län.[7]
- Kammarrätten i Sundsvall – Dalarnas, Gävleborgs, Västernorrlands, Jämtlands, Västerbottens och Norrbottens län. Kammarrätten i Sundsvall har därigenom Sveriges till ytan största domkrets.

## Kammarrätterna som första besvärsinstans
Den enskilde som nekas att få ut handlingar från en myndighet, för att myndigheten anser att offentlighetsprincipen inte gäller, överklagar sådana beslut direkt till kammarrätt. Det handlar oftast om att myndigheten hänvisar till offentlighets- och sekretesslagens bestämmelser. Mål om sekretess prövas alltså inte av förvaltningsrätt. Om myndigheten får rätt i kammarrätten kan den enskilde överklaga till Högsta förvaltningsdomstolen. Om den enskilde får rätt till handlingarna i kammarrätten, kan inte myndigheten överklaga denna dom.
Enligt lagen (1971:309) om behörighet för allmän förvaltningsdomstol att pröva vissa mål ska besvär mot beslut, som tidigare anförts hos Konungen, i stället anföras hos kammarrätt i följande mål:
- 1.mål om val till befattning eller uppdrag, mål om val för upprättande av förslag till befattning eller uppdrag,
- 4. mål om annan ersättning som enligt författning utgår av statsmedel, såvida ej författningen hänvisar den som gör anspråk på ersättning att vid tvist anhängiggöra talan hos allmän domstol eller expropriationsdomstol eller ersättning enligt författningen utgår till kommun eller annan kommunal förvaltningsenhet eller fråga är om ersättning eller hittelön enligt lagen (1942:350) om fornminnen.
- 5. mål om beslut av Tullverket i samband med in- eller utförsel av vara med undantag dock för sådant beslut om befrielse från eller nedsättning eller återbetalning av tull, skatt eller annan avgift som meddelats med stöd av regeringens bemyndigande, mål om tillstånd att hålla provianteringsfrilager,
- 6. mål om beslut rörande statens, kommunens eller annan kommunal förvaltningsenhets uttagande enligt gällande föreskrift av skatt eller annan avgift, såvida ej beslutet avser nedsättning eller befrielse och meddelats med stöd av regeringens bemyndigande eller fråga är om oljeavgift eller avgift, vars uttagande genom utmätning förutsätter beslut av allmän domstol,
- 7. mål om beslut rörande återbetalning av utskylder, böter eller andra allmänna medel, såvida ej beslutet meddelats med stöd av regeringens bemyndigande eller avser avgift vars uttagande genom utmätning förutsätter beslut av allmän domstol,
- 8. anmärknings- och avkortningsmål, mål om tillsyn över stiftelser,
- 9. mål om beslut som enligt författning eller föreskrift rörande den allmänna hälsovården, rörande förebyggande eller bekämpande av djur- eller växtsjukdomar eller rörande djurs vård eller behandling i särskilt fall meddelats angående förbud, föreläggande, föreskrift, tillstånd eller godkännande eller angående omhändertagande, smittrening, oskadliggörande eller liknande åtgärd, såvida ej fråga är om skyldighet, som enligt författning åvilar kommun eller annan kommunal förvaltningsenhet, eller om beslut enligt arbetarskyddslagen (1949:1) eller med stöd därav meddelade föreskrifter, allmänna ordningsstadgan (1956:617), lagen (1956:618) om allmänna sammankomster eller strålskyddslagen (1958:110) eller i ärende som avses i skogsförläggningslagen (1963:246),
- 11. mål om föreläggande vid vite, såvida det inte är fråga om skyldighet, som enligt författning åvilar kommun eller annan kommunal förvaltningsenhet, eller om föreläggande enligt lagen (1950:596) om rätt till fiske, jordförvärvslagen (1965:290) eller jordhävdslagen (1969:698),
- 12. mål om utdömande av vite,
- 13. mål om beslut som i särskilt fall meddelats angående behandlingen av häktad eller den som anhållits eller gripits för brott eller som eljest hålles i förvar tillfälligt eller angående verkställighet av straff eller annan brottspåföljd eller av intagning i arbetsanstalt,
- 14. mål om handräckning[förtydliga]

Ansökningar om resning och om återställande av försutten tid i förvaltningsmål prövas av den kammarrätt inom vars domkrets ärendet först prövats.

## Migrationsöverdomstol
Kammarrätten i Stockholm fungerar sedan 2006 även som Migrationsöverdomstol och är högsta insats i dessa mål.

## Överklagande
Enligt huvudregeln överklagas domar i förvaltningsrätten till kammarrätten utan att det krävs prövningstillstånd för att målet skall tas upp i kammarrätten. I många lagar finns det emellertid särskilda bestämmelser som säger att det krävs prövningstillstånd för överklagande till kammarrätten. 
Överklagandeskriften ställs till kammarrätten men lämnas in eller sänds till förvaltningsrätten, som prövar om överklagandet har kommit in i rätt tid. Kammarrätten avgör frågan om prövningstillstånd.
Domar och beslut av kammarrätten kan normalt överklagas till Högsta förvaltningsdomstolen. Prövningstillstånd krävs för att Högsta förvaltningsdomstolen ska ta upp överklagandet till prövning.
Målen handläggs enligt Förvaltningsprocesslagen.